# Big Timber
Big Timber é uma cidade localizada no estado americano de Montana, no Condado de Sweet Grass.

## Demografia
Segundo o censo americano de 2000, a sua população era de 1650 habitantes. 
Em 2006, foi estimada uma população de 1768, um aumento de 118 (7.2%).

## Geografia
De acordo com o United States Census Bureau tem uma área de 
2,5 km², dos quais 2,4 km² cobertos por terra e 0,1 km² cobertos por água. Big Timber localiza-se a aproximadamente 1247 m acima do nível do mar.

## Localidades na vizinhança
O diagrama seguinte representa as localidades num raio de 52 km ao redor de Big Timber. 